# Copa AFC 2019
La Copa AFC 2019 fue la 16.ª edición del segundo torneo de fútbol a nivel de clubes más importante de Asia organizado por la Confederación Asiática de Fútbol y que contó con la participación de 43 equipos de 26 asociaciones miembro.
El Al-Quwa Al-Jawiya de Irak, campeón de las tres ediciones previas, no pudo defender su título debido a que clasificaron a la Liga de Campeones de la AFC 2019. Al Ahed de Líbano venció al April 25 de Corea del Norte para ganar el título por primera vez.

## Participantes
Los equipos en Cursiva juegan las rondas clasificatorias de la Liga de Campeones de la AFC 2019.
| Equipo           | Método de Clasificación                                                              | Apariciones (Última) |
| ---------------- | ------------------------------------------------------------------------------------ | -------------------- |
| Al-Jaish         | Campeón de la 2017–18 Syrian Premier League Ganador de la 2018 Syrian Cup            | 9 (2018)             |
| Al-Ittihad       | 2.º de la 2017–18 Syrian Premier League                                              | 4 (2012)             |
| Al-Wehdat        | Campeón de la 2017–18 Jordanian Pro League                                           | 11 (2017)            |
| Al-Jazeera       | Ganador de la 2017–18 Jordan FA Cup 2.º de la 2017–18 Jordanian Pro League           | 3 (2018)             |
| Al Kuwait Kaifan | Campeón de la 2017–18 Liga Premier de Kuwait Ganador de la 2017–18 Kuwait Emir Cup   | 8 (2015)             |
| Al-Qadsia        | 2.º de la 2017–18 Liga Premier de Kuwait                                             | 7 (2015)             |
| Al-Najma         | 2.º de la 2017–18 Bahraini Premier League Ganador de la 2017–18 Bahraini King's Cup  | 2 (2008)             |
| Malkiya          | 4.º de la 2017–18 Bahraini Premier League                                            | 2 (2018)             |
| Al-Ahed          | Campeón de la 2017–18 Lebanese Football League Ganador de la 2017–18 Lebanese FA Cup | 9 (2018)             |
| Nejmeh           | 2.º de la 2017–18 Lebanese Football League                                           | 9 (2017)             |
| Al-Suwaiq        | Campeón de la 2017–18 Oman Professional League                                       | 7 (2018)             |

| Equipo        | Método de Clasificación                        | Apariciones (Última) |
| ------------- | ---------------------------------------------- | -------------------- |
| Al-Nasr       | Ganador de la 2017–18 Sultan Qaboos Cup        | 2 (2006)             |
| Hilal Al-Quds | Campeón de la 2017–18 West Bank Premier League | 3 (2018)             |

| Equipo     | Método de Clasificación                  | Apariciones (Última) |
| ---------- | ---------------------------------------- | -------------------- |
| Al-Faisaly | 3.º de la 2017–18 Jordanian Pro League   | 10 (2018)            |
| Kazma      | 4.º de la 2017–18 Liga Premier de Kuwait | 3 (2012)             |

| Equipo     | Método de Clasificación                                                | Apariciones (Última) |
| ---------- | ---------------------------------------------------------------------- | -------------------- |
| Istiklol   | Campeón de la 2018 Tajik League Ganador de la 2018 Tajik Cup           | 5 (2018)             |
| Altyn Asyr | Campeón de la 2018 Ýokary Liga                                         | 5 (2018)             |
| Dordoi     | Campeón de la 2018 Kyrgyzstan League Ganador de la 2018 Kyrgyzstan Cup | 4 (2018)             |

| Equipo  | Método de Clasificación     | Apariciones (Última) |
| ------- | --------------------------- | -------------------- |
| Khujand | 2.º de la 2018 Tajik League | 3 (2018)             |

| Equipo | Método de Clasificación          | Apariciones (Última) |
| ------ | -------------------------------- | -------------------- |
| Ahal   | 2.º de la 2018 Ýokary Liga       | 3 (2018)             |
| Alay   | 2.º de la 2018 Kyrgyzstan League | 5 (2018)             |

| Equipo      | Método de Clasificación     | Apariciones (Última) |
| ----------- | --------------------------- | -------------------- |
| Regar-TadAZ | 4.º de la 2018 Tajik League | 2 (2013)             |

| Equipo                  | Método de Clasificación                                   | Apariciones (Última) |
| ----------------------- | --------------------------------------------------------- | -------------------- |
| Minerva Punjab          | Campeón de la 2017–18 I-League                            | 1                    |
| Dhaka Abahani           | Ganador de la 2018 Bangladesh Federation Cup              | 3 (2018)             |
| Manang Marshyangdi Club | Campeón de la 2018–19 Martyr's Memorial A-Division League | 1                    |

| Equipo     | Método de Clasificación                   | Apariciones (Última) |
| ---------- | ----------------------------------------- | -------------------- |
| Chennaiyin | Campeón de la 2017–18 Indian Super League | 1                    |

| Equipo           | Método de Clasificación                        | Apariciones (Última) |
| ---------------- | ---------------------------------------------- | -------------------- |
| Transport United | Campeón de la 2018 Bhutan National League      | 2 (2018)             |
| Colombo          | Campeón de la 2017–18 Sri Lanka Premier League | 2 (2017)             |

| Equipo             | Método de Clasificación                                                               | Apariciones (Última) |
| ------------------ | ------------------------------------------------------------------------------------- | -------------------- |
| Hanoi FC           | Campeón de la 2018 V.League 1                                                         | 4 (2017)             |
| Becamex Bình Dương | Ganador de la 2018 Vietnamese Cup                                                     | 3 (2010)             |
| Ceres–Negros       | Campeón de la 2018 Philippines Football League                                        | 5 (2018)             |
| Kaya–Iloilo        | Ganador de la 2018 Copa Paulino Alcantara 2.º de la 2018 Philippines Football League  | 2 (2016)             |
| Home United        | 2.º de la 2018 Singapore Premier League                                               | 10 (2018)            |
| Tampines Rovers    | 4.º de la 2018 Singapore Premier League                                               | 11 (2018)            |
| Persija Jakarta    | Campeón de la 2018 Liga 1                                                             | 2 (2018)             |
| PSM Makassar       | 2.º de la 2018 Liga 1                                                                 | 1                    |
| Yangon United      | Campeón de la 2018 Myanmar National League Ganador de la 2018 General Aung San Shield | 6 (2018)             |
| Shan United        | 2.º de la 2018 Myanmar National League                                                | 2 (2018)             |
| Lao Toyota         | Campeón de la 2018 Lao Premier League                                                 | 5 (2018)             |
| Nagaworld          | Campeón de la 2018 Cambodian League                                                   | 2 (2017)             |

| Equipo          | Método de Clasificación                    | Apariciones (Última) |
| --------------- | ------------------------------------------ | -------------------- |
| Davao Aguilas   | 3.º de la 2018 Philippines Football League | 1                    |
| Bhayangkara     | 3.º de la 2018 Liga 1                      | 1                    |
| Zwekapin United | 3.º de la 2018 Myanmar National League     | 1                    |

| Equipo    | Método de Clasificación                                                               | Apariciones (Última) |
| --------- | ------------------------------------------------------------------------------------- | -------------------- |
| Kitchee   | Campeón de la 2017–18 Hong Kong Premier League Ganador de la 2017–18 Hong Kong FA Cup | 7 (2016)             |
| April 25  | Campeón de la 2017–18 DPR Korea Premier League                                        | 3 (2018)             |
| Hang Yuen | 3.º de la 2018 Taiwan Football Premier League                                         | 2 (2018)             |

| Equipo | Método de Clasificación                    | Apariciones (Última) |
| ------ | ------------------------------------------ | -------------------- |
| Tai Po | 2.º de la 2017–18 Hong Kong Premier League | 2 (2010)             |

| Equipo   | Método de Clasificación                     | Apariciones (Última) |
| -------- | ------------------------------------------- | -------------------- |
| Ryomyong | 2.º de la 2017–18 DPR Korea Premier League  | 1                    |
| Erchim   | Campeón de la 2018 Mongolian Premier League | 3 (2018)             |

| Equipo  | Método de Clasificación                    | Apariciones (Última) |
| ------- | ------------------------------------------ | -------------------- |
| Pegasus | 3.º de la 2017–18 Hong Kong Premier League | 2 (2011)             |

Notas
1. ↑  El Al-Muharraq, campeón de la 2017–18 Bahraini Premier League, no obtuvo la licencia de la AFC Cup, por lo que el Malkiya, cuarto lugar de la liga, toma su lugar en la fase de grupos.
2. ↑  Al-Salmiya, tercer lugar de la 2017–18 Kuwaiti Premier League, no obtuvo la licencia de la AFC Cup, por lo que el Kazma, cuarto lugar de la liga, tomó su lugar.
3. ↑  El Köpetdag, ganador de la 2018 Turkmenistan Cup, no obtuvo la licencia de la AFC Cup, por lo que el Ahal, segundo lugar de la 2018 Ýokary Liga, toma su lugar.
4. ↑  El Kuktosh, tercer lugar de la 2018 Tajik League, no obtuvo la licencia de la AFC Cup, por lo que el Regar-TadAZ, cuarto lugar de la liga, tomó su lugar.
5. ↑  El Albirex Niigata Singapore, campeón de la 2018 Singapore Premier League y de la 2018 Singapore Cup, es un equipo filial del Albirex Niigata de Japón y es inelegible para representar a Singapur en los torneos organizados por la AFC. También el DPMM, tercer lugar de la 2018 Singapore Premier League, al ser un equipo de Brunei Darussalam, por lo que también es inelegible para representar a Singapur en los torneos organizados por la AFC. Como resultado el Home United y el Tampines Rovers, segundo y cuarto lugar de la liga respectivamente, entran a la fase de grupos.
6. ↑  El Albirex Niigata Singapore, campeón de la 2018 Singapore Premier League y de la 2018 Singapore Cup, es un equipo filial del Albirex Niigata de Japón y es inelegible para representar a Singapur en los torneos organizados por la AFC. También el DPMM, tercer lugar de la 2018 Singapore Premier League, al ser un equipo de Brunei Darussalam, por lo que también es inelegible para representar a Singapur en los torneos organizados por la AFC. Como resultado el Home United y el Tampines Rovers, segundo y cuarto lugar de la liga respectivamente, entran a la fase de grupos.
7. ↑  El Tatung y el Taipower, campeón y subcampeón respectivamente de la Liga Premier de Fútbol de Taiwán 2018, no obtuvieron la licencia de la AFC Cup, por lo que el Hang Yuen, tercer lugar de la liga, toma su lugar en la fase de grupos.

## Ronda de Clasificación

### Preliminar
| Equipo 1 | Agr. | Equipo 2         | Ida | Vuelta |
| -------- | ---- | ---------------- | --- | ------ |
| Alay     | 1–3  | Ahal             | 1–2 | 0–1    |
| Colombo  | 9–1  | Transport United | 7–1 | 2–1    |
| Erchim   | 0–6  | Ryomyong         | 0–3 | 0–3    |

### Playoff
| Equipo 1      | Agr.         | Equipo 2   | Ida | Vuelta |
| ------------- | ------------ | ---------- | --- | ------ |
| Hilal Al-Quds | 3–1          | Al-Nasr    | 2–1 | 1–0    |
| Ahal          | 1-1 (v.)     | Khujand    | 1–1 | 0-0    |
| Colombo       | 0-1          | Chennaiyin | 0–0 | 0-1    |
| Ryomyong      | 0-0 (3-5 p.) | Tai Po     | 0–0 | 0-0    |

## Fase de grupos

### Grupo A
| Pos. | Equipo        | Pts. | PJ | G | E | P | GF | GC | Dif. | Clasificación       |     | WEH | JAI | HAQ | NEJ |
| ---- | ------------- | ---- | -- | - | - | - | -- | -- | ---- | ------------------- | --- | --- | --- | --- | --- |
| 1    | Al-Wehdat     | 13   | 6  | 4 | 1 | 1 | 12 | 4  | +8   | Semifinales de Zona |     | —   | 1–1 | 2–0 | 1–0 |
| 2    | Al-Jaish      | 10   | 6  | 2 | 4 | 0 | 6  | 4  | +2   | Semifinales de Zona |     | 1–0 | —   | 1–1 | 2–2 |
| 3    | Hilal Al-Quds | 8    | 6  | 2 | 2 | 2 | 7  | 11 | −4   |                     |     | 2–6 | 0–0 | —   | 2–1 |
| 4    | Nejmeh        | 1    | 6  | 0 | 1 | 5 | 4  | 10 | −6   |                     | 0–4 | 0–1 | 1–2 | —   |     |

 Fuente: AFC

### Grupo B
| Pos. | Equipo     | Pts. | PJ | G | E | P | GF | GC | Dif. | Clasificación       |     | JAZ | KUW | NAJ | ITH |
| ---- | ---------- | ---- | -- | - | - | - | -- | -- | ---- | ------------------- | --- | --- | --- | --- | --- |
| 1    | Al-Jazeera | 16   | 6  | 5 | 1 | 0 | 13 | 2  | +11  | Semifinales de Zona |     | —   | 1–0 | 3–0 | 4–0 |
| 2    | Al-Kuwait  | 10   | 6  | 3 | 1 | 2 | 6  | 4  | +2   |                     |     | 1–2 | —   | 2–1 | 0–0 |
| 3    | Al-Najma   | 7    | 6  | 2 | 1 | 3 | 6  | 9  | −3   |                     | 1–1 | 0–1 | —   | 2–1 |     |
| 4    | Al-Ittihad | 1    | 6  | 0 | 1 | 5 | 2  | 12 | −10  |                     | 0–2 | 0–2 | 1–2 | —   |     |

 Fuente: AFC

### Grupo C
| Pos. | Equipo    | Pts. | PJ | G | E | P | GF | GC | Dif. | Clasificación       |     | AHE | MAL | QAD | SUW |
| ---- | --------- | ---- | -- | - | - | - | -- | -- | ---- | ------------------- | --- | --- | --- | --- | --- |
| 1    | Al-Ahed   | 14   | 6  | 4 | 2 | 0 | 8  | 3  | +5   | Semifinales de Zona |     | —   | 2–1 | 0–0 | 4–2 |
| 2    | Malkiya   | 8    | 6  | 2 | 2 | 2 | 8  | 8  | 0    |                     |     | 0–0 | —   | 1–2 | 2–2 |
| 3    | Al-Qadsia | 7    | 6  | 2 | 1 | 3 | 6  | 6  | 0    |                     | 0–1 | 1–2 | —   | 2–0 |     |
| 4    | Al-Suwaiq | 4    | 6  | 1 | 1 | 4 | 7  | 12 | −5   |                     | 0–1 | 1–2 | 2–1 | —   |     |

 Fuente: AFC

### Grupo D
| Pos. | Equipo     | Pts. | PJ | G | E | P | GF | GC | Dif. | Clasificación            |     | ALT | IST | DOR | KHU |
| ---- | ---------- | ---- | -- | - | - | - | -- | -- | ---- | ------------------------ | --- | --- | --- | --- | --- |
| 1    | Altyn Asyr | 10   | 6  | 2 | 4 | 0 | 7  | 4  | +3   | Semifinales Interzonales |     | —   | 1–1 | 3–1 | 1–0 |
| 2    | Istiklol   | 8    | 6  | 2 | 2 | 2 | 12 | 8  | +4   |                          |     | 1–1 | —   | 4–1 | 3–0 |
| 3    | Dordoi     | 7    | 6  | 2 | 1 | 3 | 9  | 12 | −3   |                          | 1–1 | 2–1 | —   | 3–0 |     |
| 4    | Khujand    | 7    | 6  | 2 | 1 | 3 | 6  | 10 | −4   |                          | 0–0 | 3–2 | 3–1 | —   |     |

 Fuente: AFC

### Grupo E
| Pos. | Equipo                  | Pts. | PJ | G | E | P | GF | GC | Dif. | Clasificación            |     | DAB | CFC | MIN | MMC |
| ---- | ----------------------- | ---- | -- | - | - | - | -- | -- | ---- | ------------------------ | --- | --- | --- | --- | --- |
| 1    | Dhaka Abahani           | 13   | 6  | 4 | 1 | 1 | 12 | 5  | +7   | Semifinales Interzonales |     | —   | 3–2 | 2–2 | 5–0 |
| 2    | Chennaiyin              | 11   | 6  | 3 | 2 | 1 | 9  | 6  | +3   |                          |     | 1–0 | —   | 0–0 | 2–0 |
| 3    | Minerva Punjab          | 5    | 6  | 0 | 5 | 1 | 6  | 7  | −1   |                          | 0–1 | 1–1 | —   | 2–2 |     |
| 4    | Manang Marshyangdi Club | 2    | 6  | 0 | 2 | 4 | 5  | 14 | −9   |                          | 0–1 | 2–3 | 1–1 | —   |     |

 Fuente: AFC

### Grupo F
| Pos. | Equipo          | Pts. | PJ | G | E | P | GF | GC | Dif. | Clasificación       |     | HAN | TAM | YAN | NAG  |
| ---- | --------------- | ---- | -- | - | - | - | -- | -- | ---- | ------------------- | --- | --- | --- | --- | ---- |
| 1    | Hanoi FC        | 13   | 6  | 4 | 1 | 1 | 23 | 5  | +18  | Semifinales de Zona |     | —   | 2–0 | 0–1 | 10–0 |
| 2    | Tampines Rovers | 13   | 6  | 4 | 1 | 1 | 17 | 10 | +7   |                     |     | 1–1 | —   | 4–3 | 4–2  |
| 3    | Yangon United   | 6    | 6  | 2 | 0 | 4 | 10 | 14 | −4   |                     | 2–5 | 1–3 | —   | 2–0 |      |
| 4    | Nagaworld       | 3    | 6  | 1 | 0 | 5 | 6  | 27 | −21  |                     | 1–5 | 1–5 | 2–1 | —   |      |

 Fuente: AFC
Notas:
1. 1 2  Enfrentamiento directo: Hà Nội 3–1 Tampines Rovers.

### Grupo G
| Pos. | Equipo             | Pts. | PJ | G | E | P | GF | GC | Dif. | Clasificación       |     | CER | BBD | PSJ | SHA |
| ---- | ------------------ | ---- | -- | - | - | - | -- | -- | ---- | ------------------- | --- | --- | --- | --- | --- |
| 1    | Ceres–Negros       | 15   | 6  | 5 | 0 | 1 | 15 | 6  | +9   | Semifinales de Zona |     | —   | 0–1 | 1–0 | 3–2 |
| 2    | Becamex Bình Dương | 13   | 6  | 4 | 1 | 1 | 13 | 5  | +8   | Semifinales de Zona |     | 1–3 | —   | 3–1 | 6–0 |
| 3    | Persija Jakarta    | 7    | 6  | 2 | 1 | 3 | 12 | 9  | +3   |                     |     | 2–3 | 0–0 | —   | 6–1 |
| 4    | Shan United        | 0    | 6  | 0 | 0 | 6 | 5  | 25 | −20  |                     | 0–5 | 1–2 | 1–3 | —   |     |

 Fuente: AFC

### Grupo H
| Pos. | Equipo       | Pts. | PJ | G | E | P | GF | GC | Dif. | Clasificación       |     | PSM | HOM | KAY | LAO |
| ---- | ------------ | ---- | -- | - | - | - | -- | -- | ---- | ------------------- | --- | --- | --- | --- | --- |
| 1    | PSM Makassar | 14   | 6  | 4 | 2 | 0 | 17 | 8  | +9   | Semifinales de Zona |     | —   | 3–2 | 1–1 | 7–3 |
| 2    | Home United  | 10   | 6  | 3 | 1 | 2 | 9  | 11 | −2   |                     |     | 1–1 | —   | 2–0 | 1–0 |
| 3    | Kaya–Iloilo  | 8    | 6  | 2 | 2 | 2 | 13 | 7  | +6   |                     | 1–2 | 5–0 | —   | 5–1 |     |
| 4    | Lao Toyota   | 1    | 6  | 0 | 1 | 5 | 7  | 20 | −13  |                     | 0–3 | 2–3 | 1–1 | —   |     |

 Fuente: AFC

### Grupo I
| Pos. | Equipo    | Pts. | PJ | G | E | P | GF | GC | Dif. | Clasificación       |     | APR | KIT | TAI | HYU |
| ---- | --------- | ---- | -- | - | - | - | -- | -- | ---- | ------------------- | --- | --- | --- | --- | --- |
| 1    | April 25  | 15   | 6  | 5 | 0 | 1 | 17 | 2  | +15  | Semifinales de Zona |     | —   | 2–0 | 4–0 | 5–0 |
| 2    | Kitchee   | 10   | 6  | 3 | 1 | 2 | 11 | 10 | +1   |                     |     | 1–0 | —   | 2–4 | 3–0 |
| 3    | Tai Po    | 8    | 6  | 2 | 2 | 2 | 13 | 15 | −2   |                     | 1–3 | 3–3 | —   | 4–2 |     |
| 4    | Hang Yuen | 1    | 6  | 0 | 1 | 5 | 4  | 18 | −14  |                     | 0–3 | 1–2 | 1–1 | —   |     |

 Fuente: AFC

## Fase final
La fase final se juega a sistema de eliminación directa a doble partido, a excepción de la final. Aplica la regla del gol de visitante a excepción de los tiempos extras.
Se divide en tres llaves: semifinales ASEAN, semifinales Occidentales, y semifinales Interzonales.
Primero, se juegan las semifinales de la zona ASEAN, el campeón de la zona califica a las semifinales interzonales.
Juegan las semifinales interzonales:
- El campeón de ASEAN
- El campeón del grupo D
- El campeón del grupo E
- El campeón del grupo I

Finalmente, el campeón de las semifinales interzonales juega la final del torneo contra el campeón de la zona occidental.

### Semifinales ASEAN
|  | Semifinales de Zona Sudeste Asiático | Semifinales de Zona Sudeste Asiático | Semifinales de Zona Sudeste Asiático | Semifinales de Zona Sudeste Asiático | Semifinales de Zona Sudeste Asiático |   |          | Final de Zona ASEAN                      | Final de Zona ASEAN | Final de Zona ASEAN | Final de Zona ASEAN | Final de Zona ASEAN |  |
|  |                                      |                                      |                                      |                                      |                                      |   |          | Ganador avanza a la semifinal interzonal |                     |                     |                     |                     |  |
|  |                                      |                                      |                                      |                                      |                                      |   |          |                                          |                     |                     |                     |                     |  |
|  |                                      |                                      |                                      |                                      |                                      |   |          |                                          |                     |                     |                     |                     |  |
|  | 1G                                   | Ceres Negros                         | 1                                    | 1                                    | 2                                    |   |          |                                          |                     |                     |                     |                     |  |
|  | 1G                                   | Ceres Negros                         | 1                                    | 1                                    | 2                                    |   |          |                                          |                     |                     |                     |                     |  |
|  | 1F                                   | Hanoi FC                             | 1                                    | 2                                    | 3                                    |   |          |                                          |                     |                     |                     |                     |  |
|  | 1F                                   | Hanoi FC                             | 1                                    | 2                                    | 3                                    |   | Hanoi FC | Hanoi FC                                 | 1                   | 1                   | 2                   |                     |  |
|  |                                      |                                      |                                      |                                      |                                      |   | Hanoi FC | Hanoi FC                                 | 1                   | 1                   | 2                   |                     |  |
|  |                                      |                                      | Becamex Bình Dương                   | Becamex Bình Dương                   | 0                                    | 0 | 0        |                                          |                     |                     |                     |                     |  |
|  | 2G                                   | Becamex Bình Dương                   | Becamex Bình Dương                   | Becamex Bình Dương                   | 0                                    | 0 | 0        | 1                                        | 1                   | 2                   |                     |                     |  |
|  | 2G                                   | Becamex Bình Dương                   |                                      |                                      |                                      |   |          | 1                                        | 1                   | 2                   |                     |                     |  |
|  | 1H                                   | PSM Makassar                         | 0                                    | 2                                    | 2                                    |   |          |                                          |                     |                     |                     |                     |  |
|  | 1H                                   | PSM Makassar                         | 0                                    | 2                                    | 2                                    |   |          |                                          |                     |                     |                     |                     |  |
|  |                                      |                                      |                                      |                                      |                                      |   |          |                                          |                     |                     |                     |                     |  |

### Semifinales Interzonales
|  | Semifinales Interzonales | Semifinales Interzonales | Semifinales Interzonales | Semifinales Interzonales | Semifinales Interzonales |   |          | Final Interzonal                               | Final Interzonal | Final Interzonal | Final Interzonal | Final Interzonal |  |
|  |                          |                          |                          |                          |                          |   |          | Ganador avanza a las Semifinales Inter-Zonales |                  |                  |                  |                  |  |
|  |                          |                          |                          |                          |                          |   |          |                                                |                  |                  |                  |                  |  |
|  |                          |                          |                          |                          |                          |   |          |                                                |                  |                  |                  |                  |  |
|  | Hanoi FC                 | Hanoi FC                 | 3                        | 2                        | 5                        |   |          |                                                |                  |                  |                  |                  |  |
|  | Hanoi FC                 | Hanoi FC                 | 3                        | 2                        | 5                        |   |          |                                                |                  |                  |                  |                  |  |
|  | Altyn Asyr               | Altyn Asyr               | 2                        | 2                        | 4                        |   |          |                                                |                  |                  |                  |                  |  |
|  | Altyn Asyr               | Altyn Asyr               | 2                        | 2                        | 4                        |   | Hanoi FC | Hanoi FC                                       | 2                | 0                | 2                |                  |  |
|  |                          |                          |                          |                          |                          |   | Hanoi FC | Hanoi FC                                       | 2                | 0                | 2                |                  |  |
|  |                          |                          | April 25                 | April 25                 | 2                        | 0 | 2        |                                                |                  |                  |                  |                  |  |
|  | Abahani Limited Dhaka    | Abahani Limited Dhaka    | April 25                 | April 25                 | 2                        | 0 | 2        | 4                                              | 2                | 5                |                  |                  |  |
|  | Abahani Limited Dhaka    | Abahani Limited Dhaka    |                          |                          |                          |   |          | 4                                              | 2                | 5                |                  |                  |  |
|  | April 25                 | April 25                 | 3                        | 2                        | 5                        |   |          |                                                |                  |                  |                  |                  |  |
|  | April 25                 | April 25                 | 3                        | 2                        | 5                        |   |          |                                                |                  |                  |                  |                  |  |
|  |                          |                          |                          |                          |                          |   |          |                                                |                  |                  |                  |                  |  |

### Semifinales Occidentales
|  | Semifinales de Zona Oeste Asiático | Semifinales de Zona Oeste Asiático | Semifinales de Zona Oeste Asiático | Semifinales de Zona Oeste Asiático | Semifinales de Zona Oeste Asiático |   |   | Final de Zona Oeste Asiático                   | Final de Zona Oeste Asiático | Final de Zona Oeste Asiático | Final de Zona Oeste Asiático | Final de Zona Oeste Asiático |  |
|  |                                    |                                    |                                    |                                    |                                    |   |   | Ganador avanza a las Semifinales Inter-Zonales |                              |                              |                              |                              |  |
|  |                                    |                                    |                                    |                                    |                                    |   |   |                                                |                              |                              |                              |                              |  |
|  |                                    |                                    |                                    |                                    |                                    |   |   |                                                |                              |                              |                              |                              |  |
|  | 1A                                 | Al-Wehdat                          | 0                                  | 0                                  | 0                                  |   |   |                                                |                              |                              |                              |                              |  |
|  | 1A                                 | Al-Wehdat                          | 0                                  | 0                                  | 0                                  |   |   |                                                |                              |                              |                              |                              |  |
|  | 1C                                 | Al-Ahed                            | 1                                  | 0                                  | 1                                  |   |   |                                                |                              |                              |                              |                              |  |
|  | 1C                                 | Al-Ahed                            | 1                                  | 0                                  | 1                                  |   | 0 | Al-Ahed                                        | 0                            | 1                            | 1                            |                              |  |
|  |                                    |                                    |                                    |                                    |                                    |   | 0 | Al-Ahed                                        | 0                            | 1                            | 1                            |                              |  |
|  |                                    |                                    | 0                                  | Al Jazira                          | 0                                  | 0 | 0 |                                                |                              |                              |                              |                              |  |
|  | 2A                                 | Al-Jaish                           | 0                                  | Al Jazira                          | 0                                  | 0 | 0 | 3                                              | 0                            | 3                            |                              |                              |  |
|  | 2A                                 | Al-Jaish                           |                                    |                                    |                                    |   |   | 3                                              | 0                            | 3                            |                              |                              |  |
|  | 1B                                 | Al Jazira                          | 0                                  | 4                                  | 4                                  |   |   |                                                |                              |                              |                              |                              |  |
|  | 1B                                 | Al Jazira                          | 0                                  | 4                                  | 4                                  |   |   |                                                |                              |                              |                              |                              |  |
|  |                                    |                                    |                                    |                                    |                                    |   |   |                                                |                              |                              |                              |                              |  |

### Final
| 4 de noviembre de 2019                    | April 25 | 0:1 (0:0) | Al Ahed    | Estadio KLFA, Kuala Lumpur, Malasia                             |                                                                 |
|                                           |          | Reporte   | Yakubu 74' | Asistencia: 500 espectadores Árbitro(s): Hettikamkanamge Perera | Asistencia: 500 espectadores Árbitro(s): Hettikamkanamge Perera |
| Al Ahed gana la Copa AFC por primera vez. |          |           |            |                                                                 |                                                                 |

| April 25 | Al-Ahed |

| POR          | 23 | An Tae-song     | 26' |     |     |
| DEF          | 6  | Kwon Chung-hyok |     |     |     |
| DEF          | 30 | An Song-il I    |     |     |     |
| DEF          | 5  | Pak Jin-myong   |     |     |     |
| DEF          | 29 | Pak Song-rok    |     |     |     |
| MED          | 31 | Choe Chol-su    |     | 28' |     |
| MED          | 15 | Won Song        |     |     |     |
| MED          | 7  | O Hyok-chol     |     |     |     |
| MED          | 14 | Son Pyong-il    |     |     |     |
| DEL          | 13 | Rim Chol-min    |     | 40' |     |
| DEL          | 10 | An Il-bom       |     |     |     |
| Substitutos: |    |                 |     |     |     |
| POR          | 1  | Sin Tae-song    |     | 28' |     |
| DEF          | 2  | Jang Kum-nam    |     |     |     |
| DEF          | 17 | An Song-il II   |     |     | 88' |
| MED          | 19 | Yun Il-gwang    |     |     |     |
| MED          | 24 | Choe Jong-hyok  |     |     |     |
| DEL          | 18 | Kim Yu-song     |     | 40' | 88' |
| DEL          | 21 | Jang Hyok       |     |     |     |
| Entrenador:  |    |                 |     |     |     |
| O Yun-son    |    |                 |     |     |     |

| POR           | 1  | Mehdi Khalil    |       |     |
| DEF           | 6  | Hussein Zein    |       |     |
| DEF           | 4  | Nour Mansour    |       |     |
| DEF           | 2  | Ahmad Al Saleh  |       |     |
| DEF           | 8  | Hussein Dakik   |       |     |
| MED           | 13 | Issah Yakubu    |       |     |
| MED           | 15 | Haytham Faour   | 82'   |     |
| MED           | 20 | Rabih Ataya     |       | 80' |
| MED           | 10 | Mohamad Haidar  |       |     |
| MED           | 11 | Ahmad Zreik     |       |     |
| DEL           | 99 | Ahmed Akaïchi   |       | 89' |
| Substitutos:  |    |                 |       |     |
| POR           | 21 | Mohamad Hammoud |       |     |
| POR           | 98 | Hadi Khalil     |       |     |
| DEF           | 5  | Khalil Khamis   |       |     |
| MED           | 7  | Hussein Monzer  | 90+3' | 89' |
| MED           | 14 | Walid Shour     |       |     |
| MED           | 23 | Ali Hadid       |       |     |
| DEL           | 30 | Tarek El Ali    |       | 80' |
| Entrenador:   |    |                 |       |     |
| Bassem Marmar |    |                 |       |     |

|                             |
| Bandera de Líbano           |
| Campeón Al Ahed 1.er título |

## Máximos goleadores
Equipo eliminado / inactivo en esta ronda.
     El jugador no está en el equipo pero el equipo sigue activo para esta ronda
| N.° | Jugador            | Equipo             | J1 | J2 | J3 | J4 | J5 | J6 | ZSF1 | ZSF2 | ZF1 | ZF2 | ISF1 | ISF2 | IF1 | IF2 | F | Total |
| --- | ------------------ | ------------------ | -- | -- | -- | -- | -- | -- | ---- | ---- | --- | --- | ---- | ---- | --- | --- | - | ----- |
| 1   | Bienvenido Marañón | Ceres–Negros       | 1  | 3  | 1  | 1  | 3  |    | 1    |      |     |     |      |      |     |     |   | 10    |
| 2   | Ganiyu Oseni       | Hà Nội             | 4  |    |    | 2  | 2  | 1  |      |      |     |     |      |      |     |     |   | 9     |
| 2   | Kim Yu-song        | April 25           | 1  | 1  | 2  | 2  |    |    |      |      |     |     |      | 2    | 1   |     |   | 9     |
| 4   | Pape Omar Faye     | Hà Nội             |    | 1  |    | 3  | 1  |    | 1    | 1    |     | 1   |      |      |     |     |   | 8     |
| 5   | Bruno Matos        | Persija Jakarta    |    | 2  |    | 1  | 1  | 3  |      |      |     |     |      |      |     |     |   | 7     |
| 5   | Nguyễn Văn Quyết   | Hà Nội             | 1  |    |    |    |    |    |      | 1    | 1   |     | 1    | 2    | 1   |     |   | 7     |
| 7   | Baha' Faisal       | Al-Wehdat          |    | 4  |    |    | 1  | 1  |      |      |     |     |      |      |     |     |   | 6     |
| 7   | Fernando           | Kitchee            | 1  |    | 1  | 1  | 2  | 1  |      |      |     |     |      |      |     |     |   | 6     |
| 9   | Khairul Amri       | Tampines Rovers    | 1  |    |    | 1  | 3  |    |      |      |     |     |      |      |     |     |   | 5     |
| 9   | Mohamad Kdouh      | Al-Ahed            |    |    | 3  | 1  |    |    | 1    |      |     |     |      |      |     |     |   | 5     |
| 9   | Wander Luiz        | Becamex Bình Dương |    | 1  | 1  |    | 1  | 1  |      | 1    |     |     |      |      |     |     |   | 5     |
| 9   | Eero Markkanen     | PSM Makassar       | 1  | 2  | 1  | 1  |    |    |      |      |     |     |      |      |     |     |   | 5     |
| 9   | Bassel Moustafa    | Al-Jaish           |    | 1  |    | 1  |    | 1  | 2    |      |     |     |      |      |     |     |   | 5     |

Nota: Los goles marcados en las eliminatorias no se tienen en cuenta para determinar el máximo goleador (Artículo 64.4 del Reglamento).